# Armand Fallières
Armand Fallières   (Mesin, 6 de novembre de 1841 - Lanas, 22 de juny de 1931) fou un polític francès, President de la República francesa del 1906 al 1913.
Clément Armand Fallières va ser un símbol del republicanisme a la Tercera República Francesa. Va néixer en una família de classe mitjana a Lot-et-Garonne i es va convertir en advocat i polític republicà. Va ocupar diversos càrrecs ministerials i va ser breument primer ministre el 1883. Tenia un enfocament moderat i sensible al problema religiós, però va ser dur a l'hora de fer front als disturbis laborals. El 1906, va esdevenir president de França, derrotant Paul Doumer. Segons David Bell, tenia talent per detectar talent polític. La seva presidència va estar marcada per la seva manera genial i tranquil·litzadora, convertint-lo en un personatge de proa popular. Es va conformar amb els honors processals d'un president constitucional i va deixar que els seus ministres prenguessin les decisions. La seva presidència va posar èmfasi en el republicanisme del Senat. Va tenir l'honor, encara que no el poder, de presidir la coalició de govern d'esquerra coneguda com el bloc des gauches ("bloc d'esquerra").

## Biografia
Va néixer a Mézin al departament de Lot-et-Garonne, França, on el seu pare era secretari de la pau. Va estudiar dret i es va fer advocat a Nérac, començant allà la seva carrera pública com a conseller municipal (1868), després alcalde (1871) , i com a conseller general del departament de Lot-et-Garonne (1871). Sent un ardent Republicà, va perdre aquest càrrec el maig de 1873 a la caiguda d'Adolphe Thiers el 1873, però el febrer de 1876 va ser elegit diputat per Nerac. A la cambra es va asseure amb el grup parlamentari dels Republicans oportunistes, Gauche républicaine, va signar la protesta del 18 de maig de 1877 i va ser reelegit cinc mesos després.
El 1880 va esdevenir subsecretari d'estat al departament de l'interior al ministeri de Jules Ferry (de maig de 1880 a novembre de 1881). Del 7 d'agost de 1882 al 20 de febrer de 1883 va ser ministre de l'Interior, i durant un mes (a partir del 29 de gener de 1883) va ser Primer ministre.Durant el seu mandat va prendre la polèmica decisió d'expulsar de França els candidats al tron després que Jérôme Napoleon Bonaparte es proclamés emperador. Més tard fou ministre d'instrucció pública (1883-1885 i 1889-1890), ministre d'interior (1887), ministre de justícia (1887-1888), ministre de cultes religiosos (1890-1892) i president del Senat (1899-1906).
Es va mantenir al marge de les disputes dels diferents partits, cosa que li va fer guanyar força prestigi i per això fou elegit president de la república contra Paul Doumer el 1906. En acabar el seu mandat el 1913, però, no es presentà a la reelecció i es retirà de la política

## Carrera política
Fallières, que en aquell moment estava malalt, no va poder fer front a la tempesta de l'oposició, i va dimitir quan el Senat va rebutjar el seu projecte. El novembre següent, però, va ser escollit ministre d'instrucció pública per Jules Ferry, i va dur a terme diverses reformes en el sistema escolar.
Va dimitir el març de 1885, convertint-se en ministre de l'Interior al gabinet de Maurice Rouvier dos anys més tard. Va canviar la seva cartera al desembre per la del departament de justícia. Va tornar de nou al Ministeri de l'Interior el febrer de 1889, i finalment va reprendre el departament de justícia des de març de 1890 fins a febrer de 1892. El juny de 1890 el seu departament (Lot-et-Garonne) el va escollir al senat el 417. vots a 23. Allà Fallières va romandre independent de les lluites del partit, tot i que va mantenir la seva influència entre els Republicans.
El març de 1899 va ser elegit president del Senat, i va mantenir aquest càrrec fins al gener de 1906, quan va ser escollit per un sindicat dels grups d'Esquerra d'ambdues cambres com a candidat a la Presidència de la República. Va ser elegit en la primera votació per 449 vots contra 371 pel seu oponent, Paul Doumer.

## Comandes i decoracions
- Gran Creu de la Reial i Distinguda Orde de Carles III, amb Collar, 19 de juny de 1905[4]
- : Cavaller de la Reial Ordre dels Serafins, 27 d'abril de 1906[5]
- : Gran Creu de l'Orde de Sant Olav reial noruega, amb collar, 13 d'octubre de 1906[6]
- Siam: Cavaller de l'Ordre de la Casa Reial de Chakri, 20 de juny de 1907[7]
- Romania: Collar de l'Ordre de Carol I, 1907[8]
- Royal Victorian Chain, 29 May 1908[9]
- : Cavaller de l'Ordre Suprema de la Santíssima Anunciació, 25 d'abril de 1909[10]
- : Gran Creu de l'Orde de Saint-Charles, 27 d'abril de 1909[11]